# Etarski lipid
Etarski lipidi su lipidi u kojima je jedan ili više atoma ugljenika glicerola vezan za alkilni lanac putem etarske veze, umesto uobičajene estarske veze.

## Tipovi
Etarski lipidi se nazivaju plazmalogenima (1-O-1'-alkenil-2-acilglicerofosfolipidi), ako u fosfolipidu sa glicerolnom osnovom postoji nezasićena O-(1-alkenil) (vinil etarska) grupa u prvoj poziciji glicerola. 
Trombocit-aktivirajući faktor (PAF) je etarski lipid koji ima acetilnu grupu umesto acilnog lanca u drugog poziciji (SN-2).

## Biosinteza
Formiranje etarske veze kod sisara se odvija posredstvom dva enzima, dihidoksiacetonefosfat aciltransferaza i alkildihidroksiacetonfosfat sintaza (ADAPS), koji su prisutni u peroksizomu.  Accordingly, peroxisomal defects often lead to impairment of ether-lipid production.
Monoalkilglicerolni etri (MAGE) se isto tako formiraju iz 2-acetil MAGE (prekurzora PAF-a) posredstvom KIAA1363.